# Z 7500
Z 7500 — французский электропоезд 1980-х годов. Строился в 1982-1983 годах. Всего было построено 15 поездов. По состоянию на декабрь 2011 эксплуатируются все произведённые поезда. Эксплуатируют поезда TER Лангедок-Руссильон (3 поезда) и TER Рона-Альпы (12 поездов).
Поезд принадлежит семейству Z2, в которое также входят Z 7300, Z 9500, Z 11500, и Z 9600.       